# Университет Арканзаса
Университет Арканзаса (англ. University of Arkansas) — государственное исследовательское высшее учебное заведение в США. Университет берёт своё начало ещё с 1871 года. Главное здание университета расположено в Фейетвилле на территории кампуса городского типа. Университет известен своими сильными программами по архитектуре, сельскому хозяйству (особенно зоотехнике и птицеводству), коммуникативным расстройствам, творческому письму, истории, праву (особенно сельскохозяйственному праву) и ближневосточным исследованиям, а также своей бизнес-школой, программа управления цепочками поставок которой была признана Gartner лучшей в Северной Америке в июле 2020 года. В исследовании 2021 года, составленном DegreeChoices и опубликованном Forbes, Университет Арканзаса занял 13-е место среди университетов с наибольшим количеством выпускников, работающих в ведущих компаниях из списка Fortune 500.

## История
Университет Арканзаса был основан в 1871 году на месте фермы на вершине холма с видом на горы Озарк. Основание университета соответствовало положению Конституции Арканзаса 1868 года, согласно которому Генеральная ассамблея должна была «учредить и поддерживать государственный университет». Заявки от городов и округов штатов определили местонахождение университета. Граждане Фейетвилля и округа Вашингтон пообещали 130 000 долларов на обеспечение университета, сумму, которая оказалась больше, чем другие предложения. Это было ответом на конкурс, созданный Органическим законом Генеральной ассамблеи Арканзаса 1871 года, предусматривающим «размещение, организацию и содержание Арканзасского индустриального университета с обычным отделением [то есть педагогическим образованием]». Занятия начались 22 января 1872 года.
Old Main, кирпичное здание с двумя башнями, построенное в 1875 году в стиле Второй империи, было основным учебным и административным зданием. Он внесён в Национальный реестр исторических мест. Его дизайн был основан на планах главного учебного корпуса Иллинойского университета, который впоследствии был снесён. Однако в Университете Арканзаса поменяли местами часы и колокольню. Северная более высокая башня — это колокольня, а более низкая южная башня — это башня с часами. Одна из легенд гласит, что более высокая башня была поставлена на север как напоминание о победе Союза во время Гражданской войны.

### Исследования
Витамин E был открыт совместно с профессором сельскохозяйственной химии Университета Арканзаса Барнеттом Суром (1920-51). Сур, вместе с коллегой-профессором Маринусом С. Киком (1927—1967) добились значительных успехов в науке о питании за время своего долгого пребывания в Арканзасском университете. Сур был соавтором открытия витамина E и расширил знания о том, как витамин E, аминокислоты и витамины группы В влияют на размножение и лактацию. Кик разработал процесс пропаривания риса (основная сельскохозяйственная культура в штате), чтобы увеличить сохранение витаминов и сократить время приготовления. Он задокументировал преимущества добавления рыбы и курятины к рисовым и зерновым диетам, чтобы обеспечить достаточное количество белка для растущего населения мира. Сур и Кик были учёными и профессорами Сельскохозяйственной экспериментальной станции на факультете сельскохозяйственной химии Университета Арканзаса, который в 1964 году объединился с Домоводством, ныне Школой наук об окружающей среде человека.

## Известные личности
Хотя ни один из них не учился в Университете Арканзаса, и бывший президент США Билл Клинтон, и бывший госсекретарь и кандидат в президенты Хиллари Клинтон преподавали на юридическом факультете университета в начале 1970-х годов. Дом, в котором они жили в Фейетвилле, теперь является историческим памятником и музеем.
Ассоциация выпускников Университета Арканзаса имеет отделения в 30 штатах США. На протяжении всей истории университета преподаватели, выпускники и бывшие студенты играли видную роль во многих различных сферах. Среди выдающихся выпускников Университета — Рикардо Мартинелли, бывший президент Республики Панама с 2009 по 2014 год. Семнадцать выпускников Университета Арканзаса занимали должность губернатора, в том числе нынешний губернатор Арканзаса Аса Хатчинсон. Двадцать шесть выпускников Университета Арканзаса также представляли штат Арканзас в Палате представителей США, в том числе по крайней мере по одному в каждом Конгрессе с начала 57-го Конгресса в 1901—2009 годах.

## Галерея

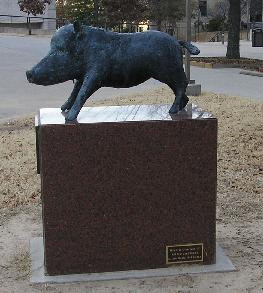
Бронзовый Razorback подарен женским обществом Alpha Delta Pi
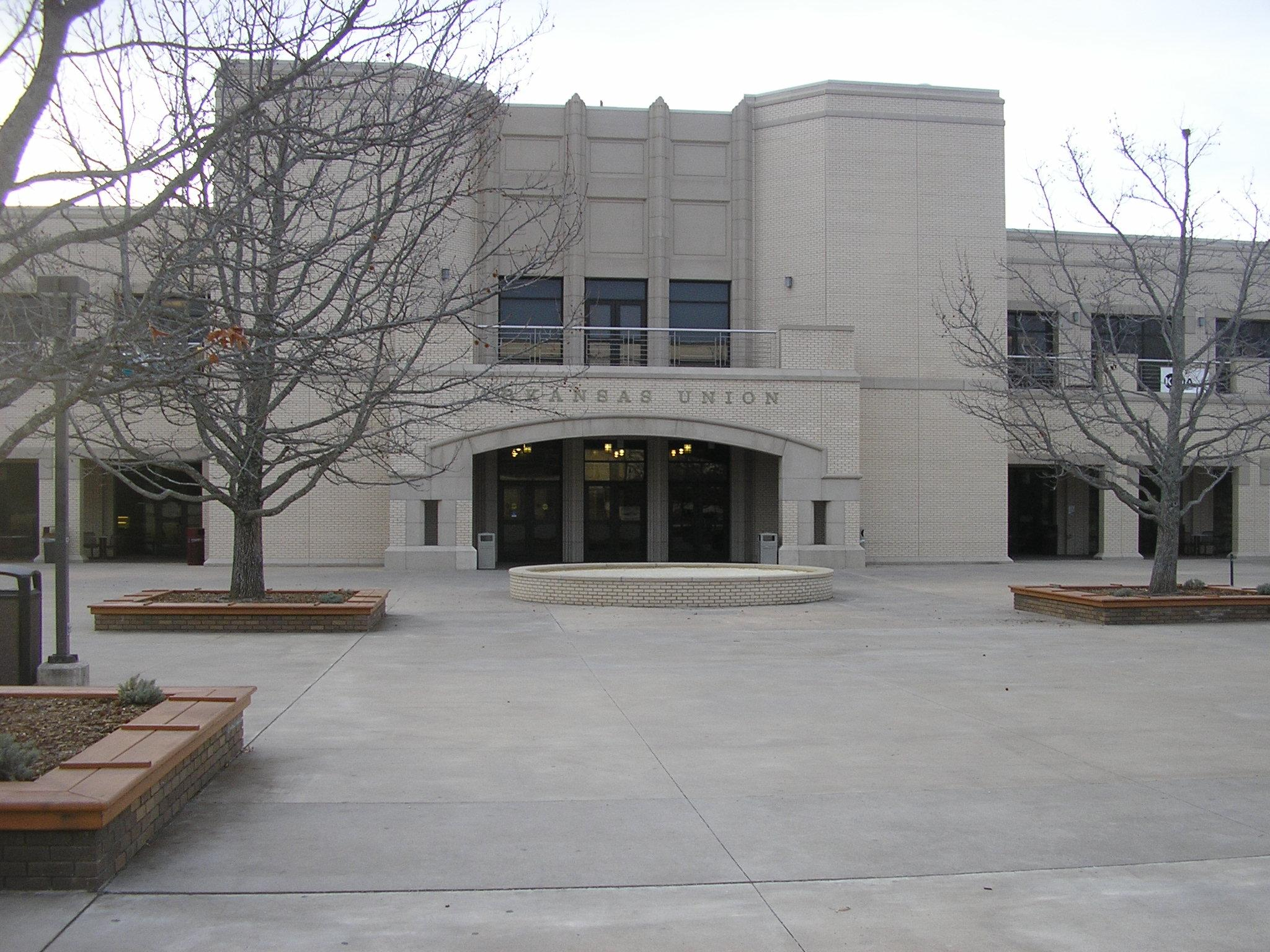
Союз Арканзаса
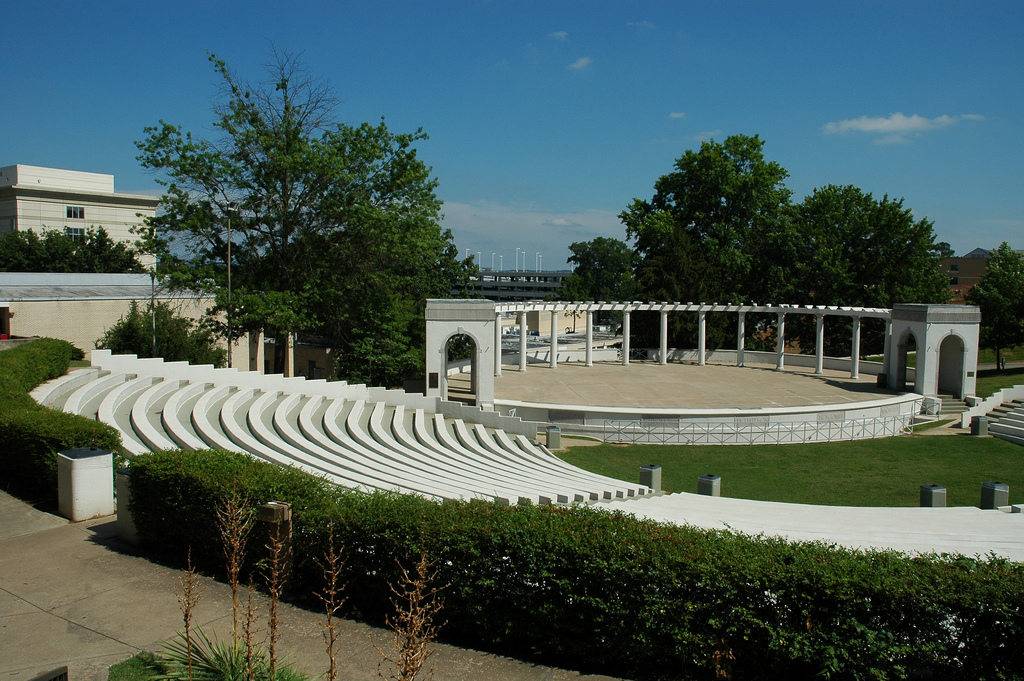
Греческий театр Чи Омега
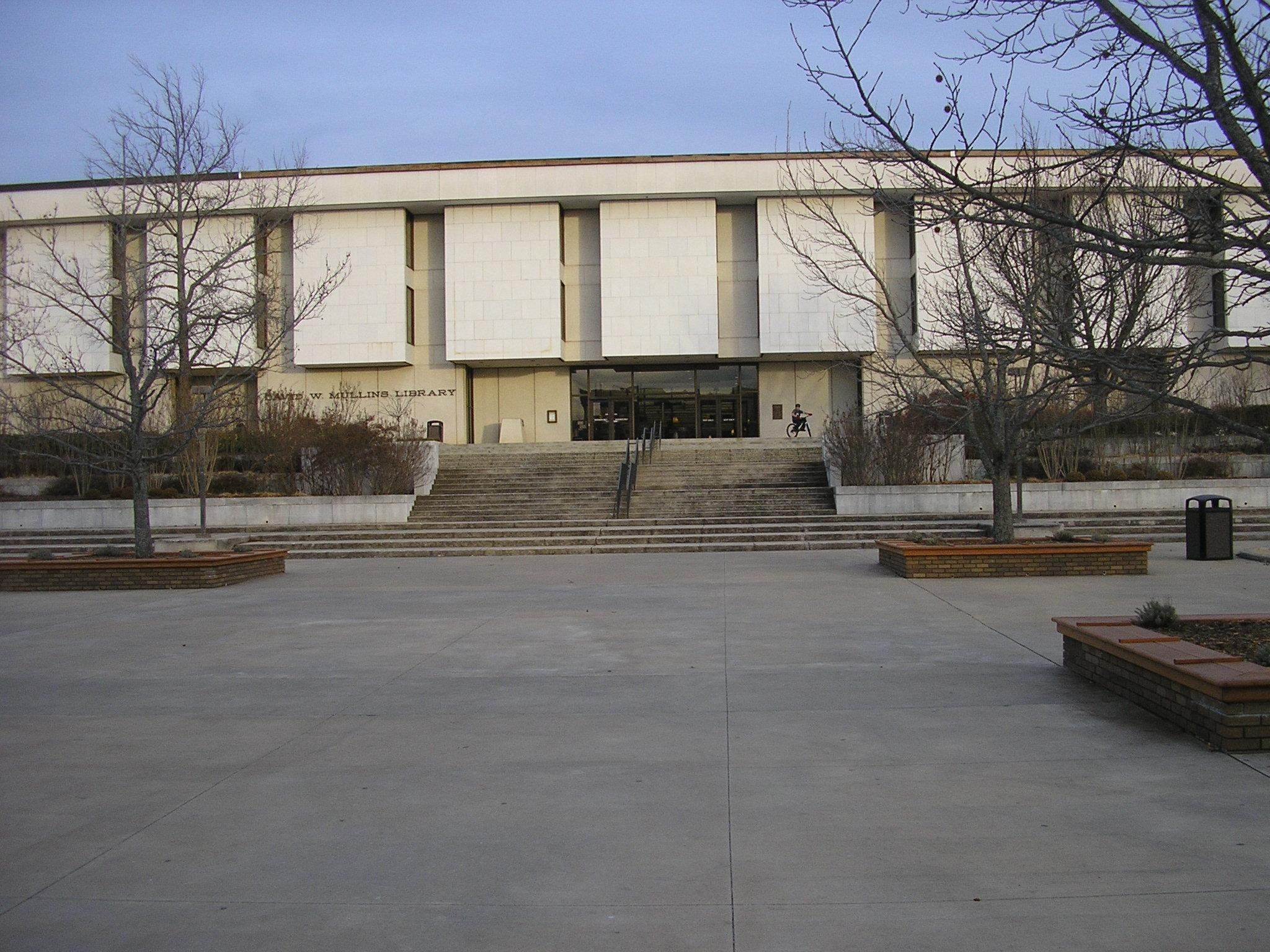
Библиотека Муллинса
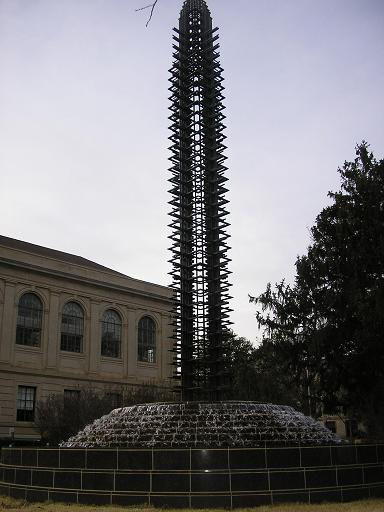
Фонтан мира Фулбрайта
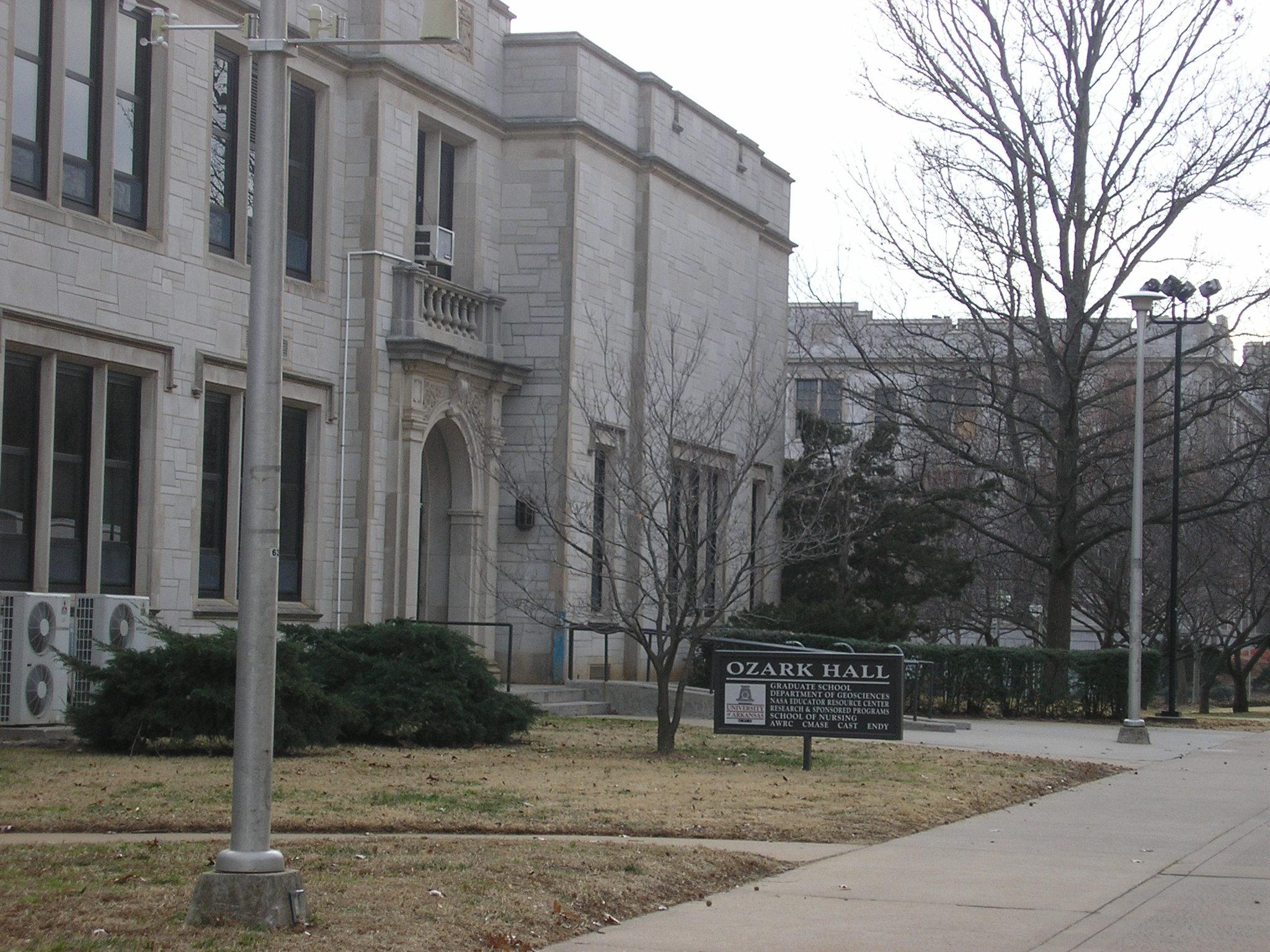
Гирхарт Холл (бывший Озарк-холл)
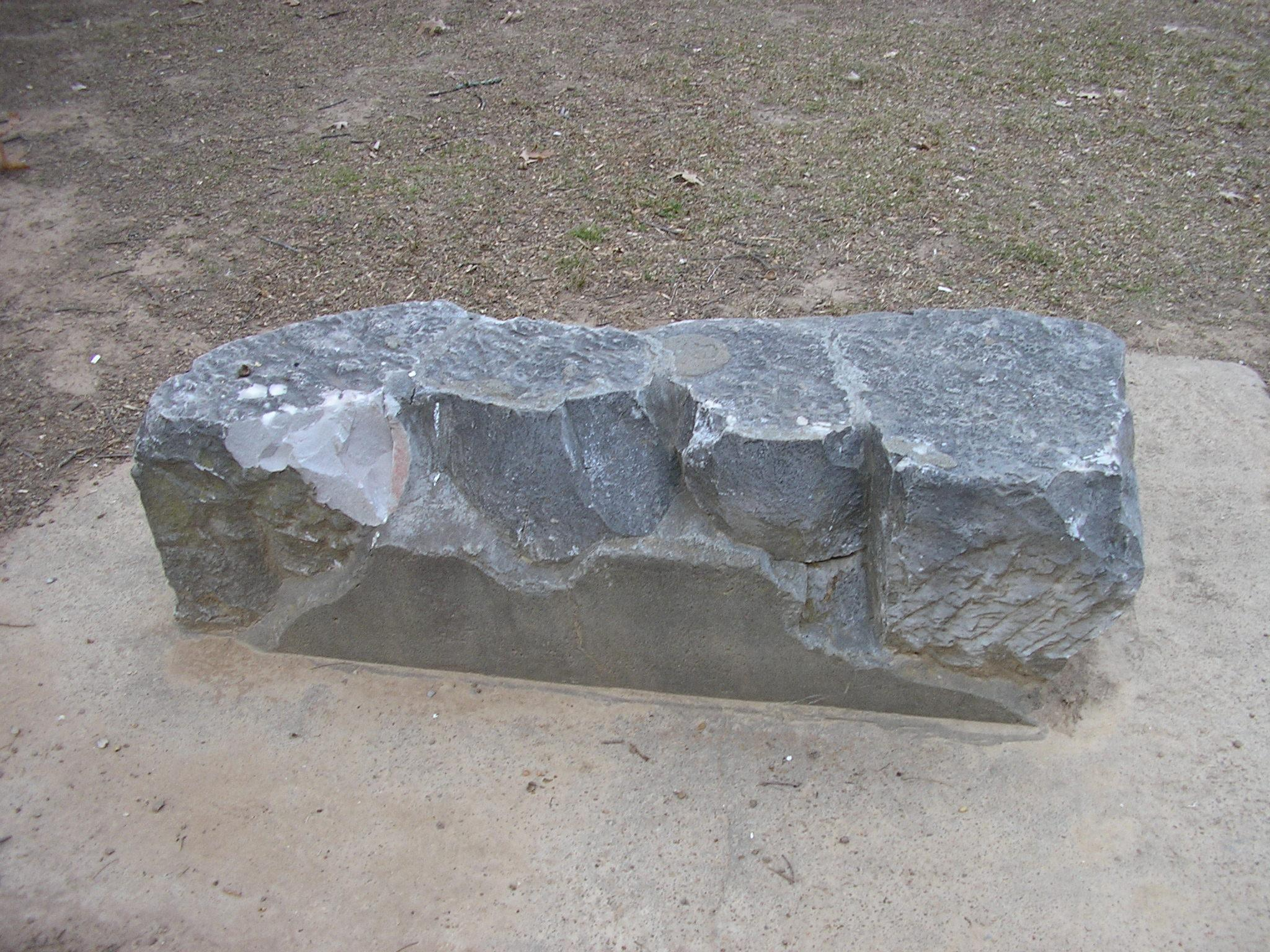
Камень Спуфера
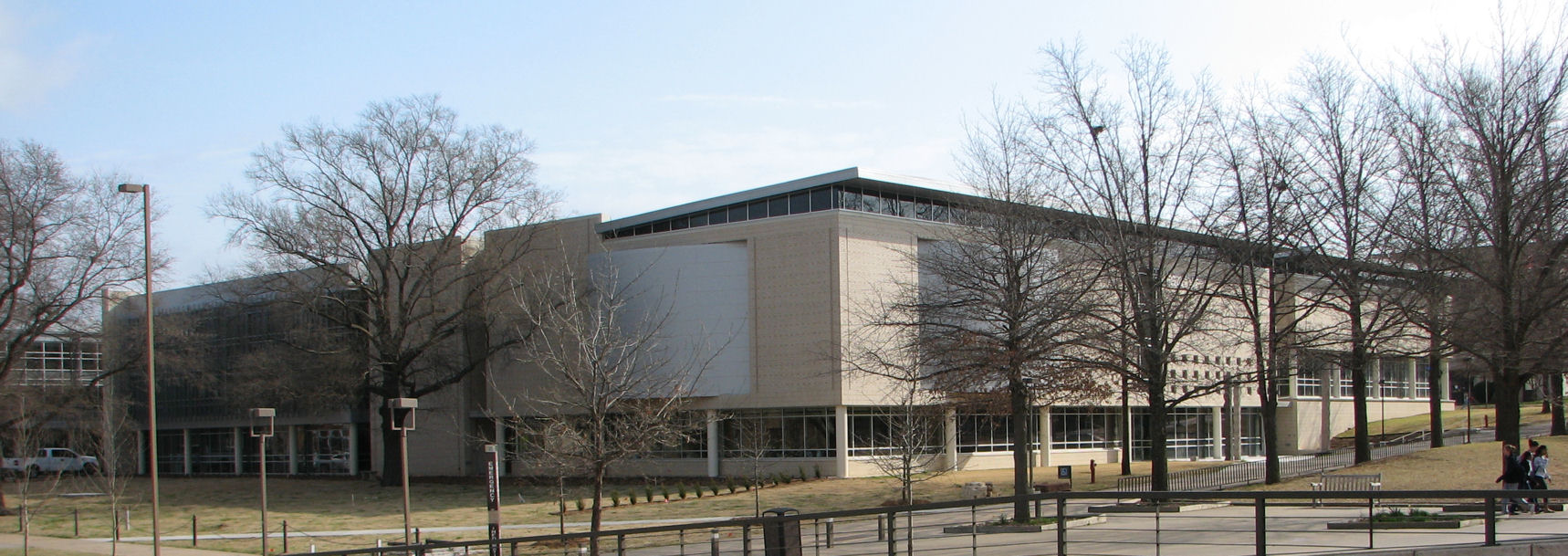
Юридический центр Лефлар
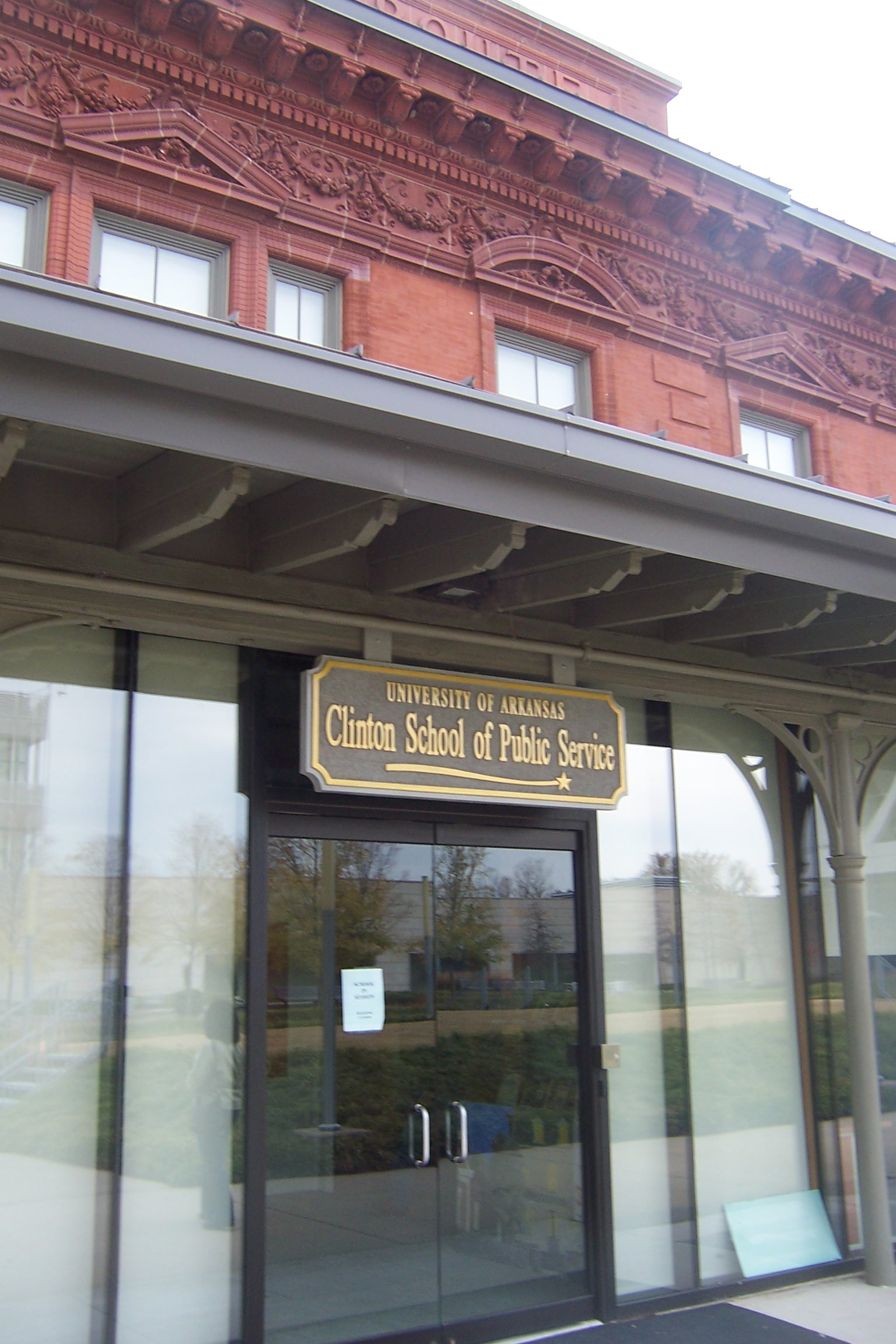
Клинтонская школа государственной службы
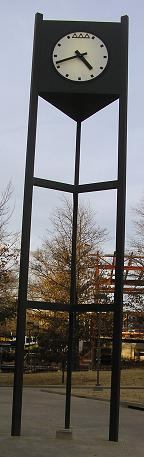
Часы Три-Дельта
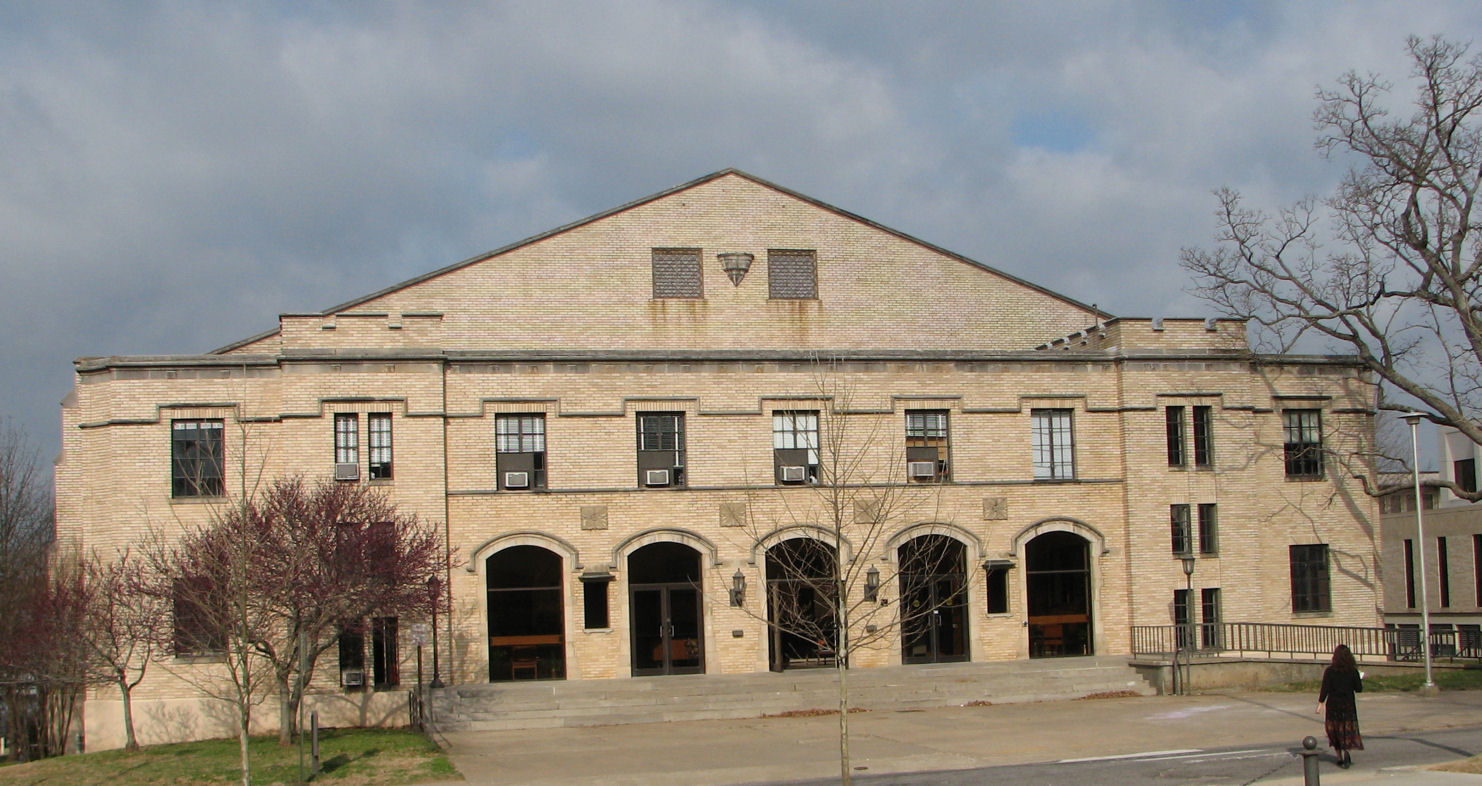
Центр исполнительских искусств Фолкнера
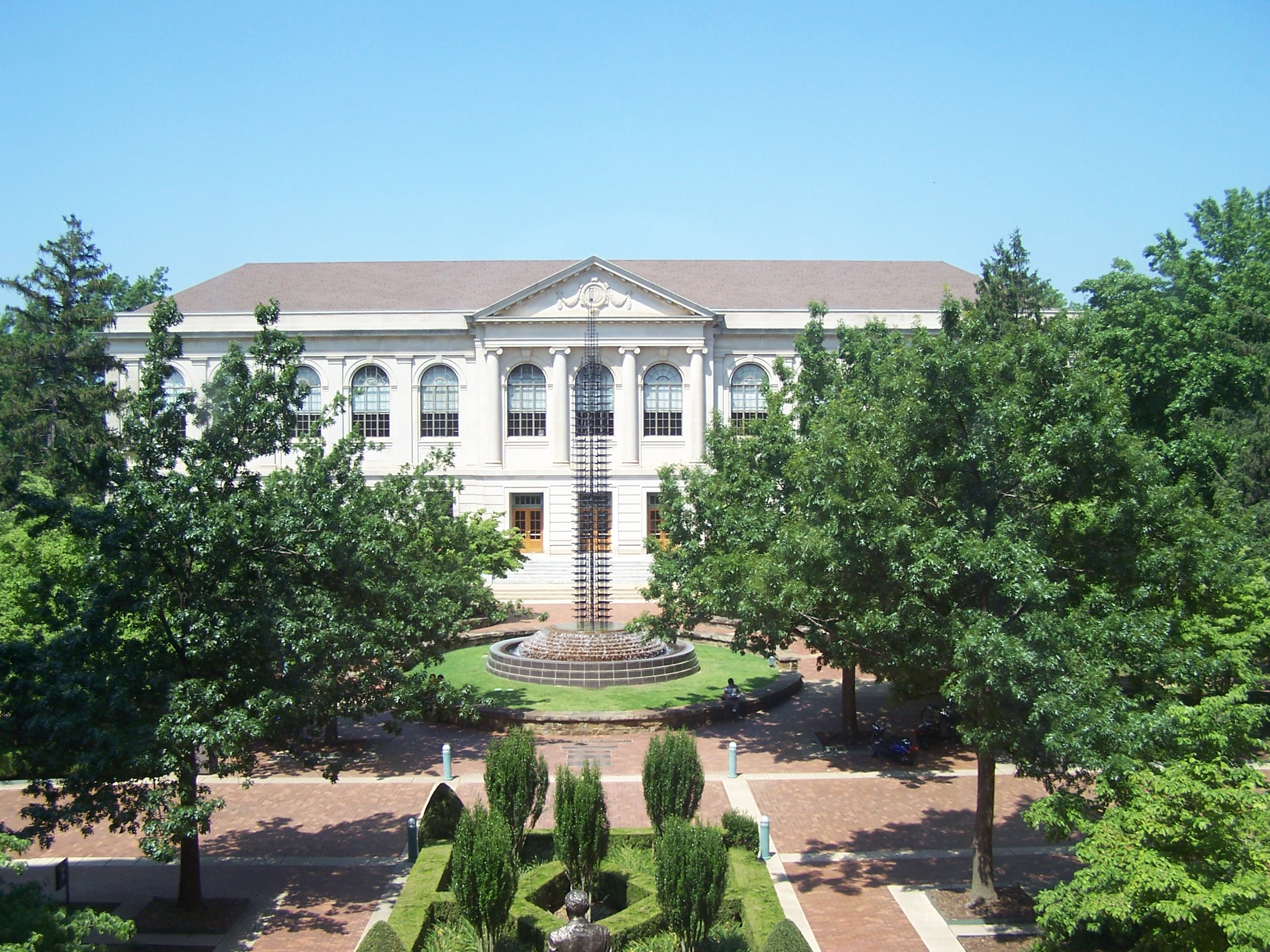
Вол-Уолкер-холл
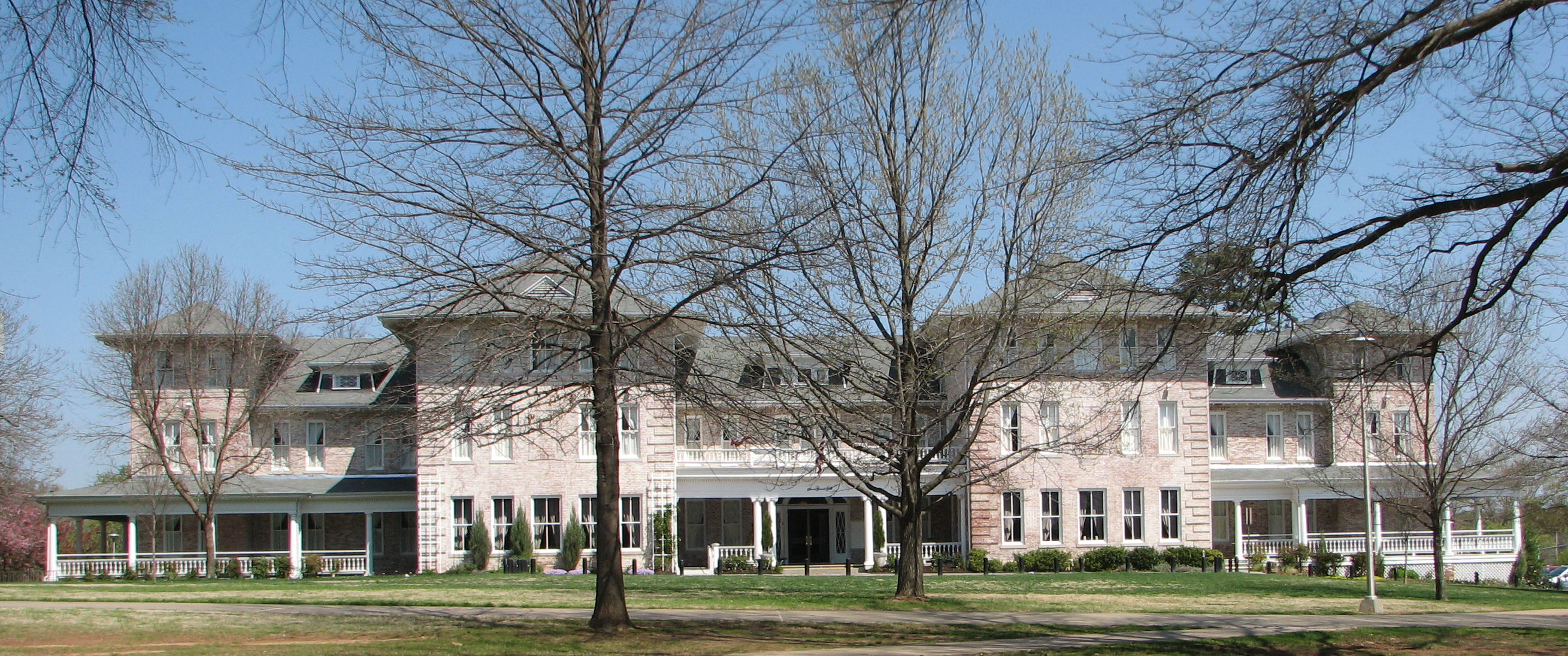
Карналл-холл
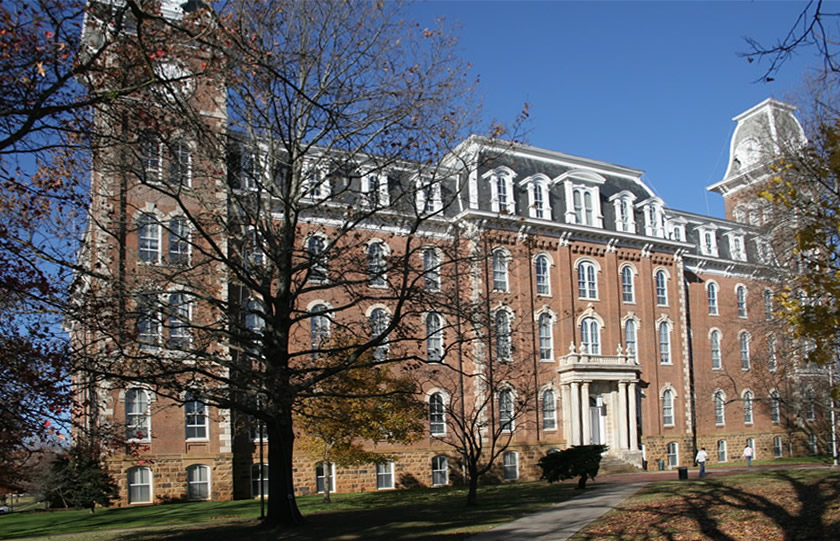
Олд-Мейн, оригинальное здание в Университете Арканзаса